# John Graham (tiền đạo)
John Graham (sinh năm 1873 ở Northumberland, ngày mất không rõ) là một cầu thủ bóng đá người Anh. Ông thường thi đấu ở vị trí ở vị trí tiền đạo trung tâm, thi đấu cho Blyth và Newton Heath.
Graham thi đấu cho Blyth tại quê nhà Northumberland trước khi gia nhập Newton Heath vào tháng 10 năm 1893. Ông có màn ra mắt ngày 11 tháng 10 năm 1893 trong trận hòa 1–1 với Wolverhampton Wanderers, nhưng chỉ thi đấu thêm 3 trận trước khi từ bỏ bóng đá.